# Renard III de Joigny
Renard III de Joigny ou Renaud III de Joigny (né vers 1090, † vers 1154) est comte de Joigny, en Champagne. Il est probablement le fils de Renard II de Joigny, Comte de Joigny, et de Vaindemonde de Courtenay, fille de Jocelin de Courtenay et d'Hildegarde de Château-Landon.

## Biographie
Il devient comte de Joigny à la mort de son frère vers 1150 après le retour de ce dernier des croisades. Il a probablement administré le comté de Joigny pendant l'absence de son frère.

## Mariage et enfants
Il épouse, probablement en premières noces, Wandalmode de Beaujeu, fille de Humbert II, seigneur de Beaujeu, et de sa femme Auxilia (de Savoie), dont il a probablement un enfant :
- Élisabeth de Joigny (on trouve aussi Alix), qui épouse Ithier III de Toucy, d'où postérité, puis en secondes noces Eudes de Pougy, d'où postérité.

Il épouse, probablement en secondes noces, Alix de Blois, fille d'Étienne II de Blois et d'Adèle d'Angleterre, dont il aurait eu deux enfants :
- Renard IV de Joigny, qui succède à son père ;
- Mathilde de Joigny, qui épouse Amauri VIII de Landas.

## Sources
- Marie Henry d'Arbois de Jubainville, Histoire des Ducs et Comtes de Champagne, 1865.
- l'abbé Carlier, Notice sur les comtes de Joigny, 1862.
- Ambroise Challe, Histoire de la ville et du comté de Joigny, 1882.